# فیلم علمی تخیلی
فیلم علمی‌تخیلی (به انگلیسی: Science Fiction Film) به عنوان یکی از محبوب‌ترین و تأثیرگذارترین گونه‌های سینمایی، همواره مخاطبان را با ترکیبی از تخیل، علم و آینده‌پردازی، به دنیا‌هایی ناشناخته و شگفت‌انگیز می‌برد. این گونه نه‌تنها سرگرم‌کننده است، بلکه با طرح پرسش‌هایی عمیق دربارهٔ انسان، فناوری و سرنوشت بشر، بیننده را به تفکر وامیدارد. از نخستین روزهای پیدایش سینما، فیلم‌های علمی‌تخیلی با بهره‌گیری از جلوه‌های ویژه و داستان‌های جذاب، مرزهای واقعیت را گسترش داده و آینده‌ای را تصویر کرده‌اند، که گاه الهام‌بخش پیشرفت‌های علمی و فناوری شده است.  
در دنیای فیلم علمی‌تخیلی، موضوعاتی همچون سفر در زمان، زندگی فرازمینی، هوش مصنوعی، دنیا‌های موازی و تحولات ژِنشناختی، به‌صورتی خیال‌انگیز و گاه هشداردهنده بررسی می‌شوند. این گونه گاه با نگاهی خوش‌بینانه به آینده، امید به پیشرفت و تعالی انسان را زنده نگه می‌دارد، و گاه با ترسیم دنیا‌هایی تاریک و ویران‌شهری، از خطرات فناوری‌های کنترل‌نشده و انزوای انسانی می‌گوید. 

پوستر فیلم جنگ ستارگان: قسمت ۴ – امیدی تازه محصول سال ۱۹۷۷ میلادی/۵۶–۱۳۵۵ شمسی؛ فیلم راوی تلاش گروهی برای نابودی ستاره مرگ است.

فیلم علمی‌تخیلی همچنین بازتابی از دغدغه‌های اجتماعی و سیاسی زمانه خود است. بسیاری از این فیلم‌ها زیر پوستهٔ داستان‌های تخیلی، به مسائلی مانند بحران‌های زیست‌محیطی، نابرابری اجتماعی و قدرت فزایندهٔ شرکت‌های بزرگ می‌پردازند. از این رو، این گونه نه‌تنها یک ساختار سرگرمی، بلکه ابزاری برای نقد و اندیشه‌ورزی است.  

پوستر فیلم مردان سیاه‌پوش ۲ محصول سال ۲۰۰۲ میلادی/۸۱–۱۳۸۰ شمسی، که روایتگر تلاش چند مأمور مخفی، برای نجات جهان از یک فرازمینی شرور است.

در طول تاریخ سینما، فیلم‌های علمی‌تخیلی توانسته‌اند با خلق شخصیت‌های ماندگار، صحنه‌های حماسی و ایده‌های نو، تأثیری عمیق بر فرهنگ عامه بگذارند. از آثار ماندگاری مانند مِتروپُلیس و ۲۰۰۱: اُدیسه فضایی، تا فیلم‌های جدیدتری مانند ماتریکس و میان‌ستاره‌ای، این گونه همواره در حال تکامل بوده، و هر بار با نوآوری‌های بَصَری و روایی، استانداردهای جدیدی برای سینما تعیین کرده است.  

## آثار مشهور

### سریال‌های تلویزیونی
- تاریک (دارک)
- چیزهای عجیب
- فرینج
- آینه سیاه (سریال تلویزیونی)
- دکتر هو
- لاست
- مأموران شیلد
- افسانه‌های فردا

### فیلم‌ها
- بازگشت به آینده
- آواتار (فیلم ۲۰۰۹)
- جنگ ستارگان (با عنوان اصلی «جنگ‌های ستاره‌ای» (Star Wars))
- میان‌ستاره‌ای (Interstellar)
- بلیدرانر
- تلقین (فیلم)
- مریخی
- ۲۰۰۱: یک اودیسهٔ فضایی
- نابودگر ۲: روز داوری
- ماتریکس
- هوش مصنوعی (.A.I)
- بیگانه
- سولاریس
- برخورد نزدیک از نوع سوم
- روز استقلال
- مرد نامرئی
- جنگ دنیاها
- تیتان
- بیسکوئیت سبز
- ET
- پارک ژوراسیک
- گزارش اقلیت
- مرد دویست ساله
- هری پاتر
- انتقام جویان
- مردان ایکس
- عطش مبارزه
- بازیکن شماره یک آماده
- حاشیه اقیانوس آرام
- انگاشته
- دونده مارپیچ